# Petr ze Subiaca
Blahoslavený Petr ze Subiaca byl italský benediktinský mnich a opat. Katolická církev ho uctívá jako blahoslaveného.

## Život
Žil v 10. století a na začátku 11. století. Stále se benediktinským mnichem a později opatem kláštera Subiaco. Kvůli tomu že chránil svůj klášter proti baronu z Monticello byl zatčen a oslepen. Zemřel roku 1003 ve vězení.

## Úcta
Je považován za mučedníka. Jeho svátek se slaví 31. prosince.